# Aintree Village
Aintree Village är en civil parish i Storbritannien.   Den ligger i distriktet Sefton i Merseyside iriksdelen England, i den centrala delen av landet, 290 km nordväst om huvudstaden London.